# Alexa Moreno
Alexa Moreno (ur. 8 sierpnia 1994 r. w Mexicali) – meksykańska gimnastyczka, brązowa medalistka mistrzostw świata i igrzysk panamerykańskich, dwukrotna brązowa medalistka mistrzostw panamerykańskich, dwukrotna złota medalistka igrzysk Ameryki Środkowej i Karaibów.
Na igrzyskach była krytykowana za nadmiar ciała.

## Igrzyska olimpijskie
Wystąpiła na letnich igrzyskach olimpijskich w Rio de Janeiro. Najlepszy występ zanotowała w skokach, zajmując 12. miejsce w kwalifikacjach. W pozostałych konkurencjach również nie awansowała do finałów.
| Igrzyska | Miejsce        | Konkurencja                           | Kwalifikacje | Kwalifikacje | Finał  | Finał   |
| Igrzyska | Miejsce        | Konkurencja                           | Punkty       | Pozycja      | Punkty | Pozycja |
| -------- | -------------- | ------------------------------------- | ------------ | ------------ | ------ | ------- |
| IO 2016  | Rio de Janeiro | Skoki                                 | 14,633       | 12.          | NQ     | NQ      |
| IO 2016  | Rio de Janeiro | Ćwiczenia na poręczach asymetrycznych | 13,333       | 59.          | NQ     | NQ      |
| IO 2016  | Rio de Janeiro | Ćwiczenia na równoważni               | 13,300       | 51.          | NQ     | NQ      |
| IO 2016  | Rio de Janeiro | Ćwiczenia wolne                       | 13,833       | 28.          | NQ     | NQ      |
| IO 2016  | Rio de Janeiro | Wielobój indywidualny                 | 54,866       | 31.          | NQ     | NQ      |